# Savanne en graslanden van de Trans Fly

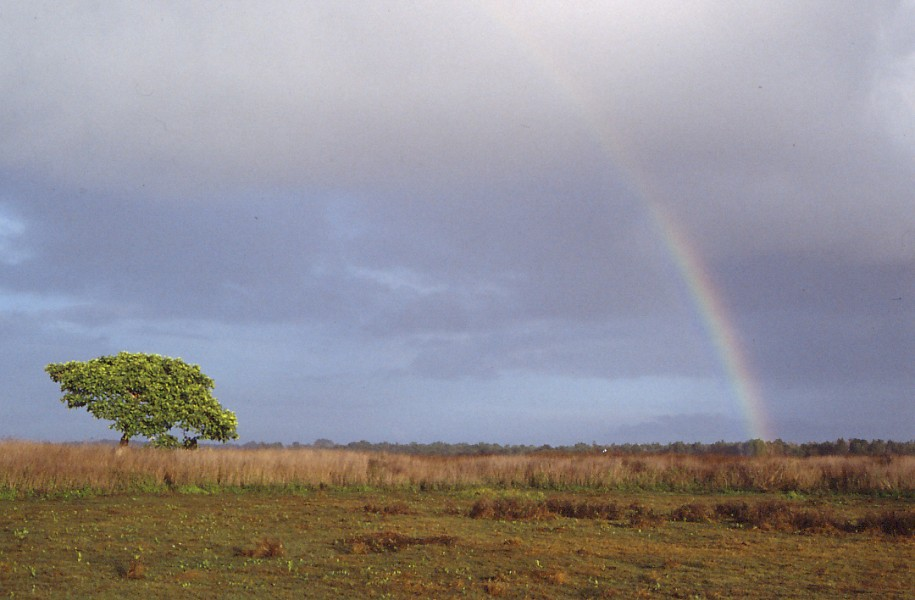
Savannegebied in het nationaal park Wasur-Rawa Biru

De savanne en graslanden van de Trans Fly (Engels: Trans-Fly savanna and grasslands) vormen een ecoregio van in het zuidelijk laagland van Nieuw-Guinea verspreid over het Indonesische en Papoea-Nieuw-Guineese deel van het eiland. Het gebied wordt gekenmerkt door afwisselende moessons en droge perioden en lijkt meer op het landschap van noordelijk Australië ten zuiden ervan dan op de rest van het eiland dat met name bedekt is met tropisch regenwoud. Trans-Fly slaat klaarblijkelijk op de rivier de Fly die dwars door het gebied loopt, maar waarvan het stroomgebied slechts een deel van de ecoregio vormt. Het gebied strekt zich uit vanaf ongeveer de zuidoostzijde van de Vogelkop tot aan iets voorbij het oosteinde van de Papoea-Nieuw-Guineese provincie Gulf.

## Flora en fauna
Het gebied bestaat met name uit grasland en bevat bosgebieden met Eucalyptus, Albizia en Melaleuca. De graslanden worden elk jaar aan het einde van het droge seizoen vernieuwd door branden. 
De graslanden zijn minder rijk aan soorten als de regenwouden in de rest van Nieuw-Guinea, maar er leven wel een aantal endemische soorten. Tot de zoogdieren in het gebied behoren de roofbuideldieren Planigale novaeguineae en Dasyurus spartacus en de kangoeroe De Bruijnpademelon. Vogelsoorten in het gebied zijn onder andere de witvleugelgrasvogel en de Aru-kookaburra, die op knaagdieren en reptielen jaagt in plaats van vis zoals zijn verwant, de ijsvogel. Het gebied telt een groot aantal reptielen en amfibieën waaronder de Nieuw-Guinese tweeklauwschildpad.

## Bedreigingen en bescherming
Het is een afgelegen gebied met een betrekkelijk grote bevolking, die echter op een beperkt aantal plekken woont. De meeste habitats zijn intact, maar het dierenleven is kwetsbaar voor stroperij, jacht en schade als gevolg van houtkap en kaalslag, met name door mensen aan Indonesische zijde die naar het gebied trekken om zich er te vestigen (transmigrasi). De graslanden worden ook aangetast als gevolg van het grazen door het door de Nederlanders in 1928 in Papoea geïntroduceerde Javaans hert. Ongeveer een derde van het gebied is beschermd, waarbij het Indonesische nationaal park Wasur-Rawa Biru en het aangrenzende Papoea-Nieuw-Guineese Tonda Wildlife Management Area de grootste beschermde natuurgebieden zijn.